# Phek
Phek là một thị xã và là nơi đặt ủy ban khu vực thị xã (town area committee) của quận Phek thuộc bang Nagaland, Ấn Độ.

## Nhân khẩu
Theo điều tra dân số năm 2001 của Ấn Độ, Phek có dân số 12.863 người. Phái nam chiếm 57% tổng số dân và phái nữ chiếm 43%. Phek có tỷ lệ 74% biết đọc biết viết, cao hơn tỷ lệ trung bình toàn quốc là 59,5%: tỷ lệ cho phái nam là 79%, và tỷ lệ cho phái nữ là 67%. Tại Phek, 18% dân số nhỏ hơn 6 tuổi.